# En arg vit man
En arg vit man (engelska: An angry white male, förkortning AWM) är ett namn för det tankesätt som vanligtvis förknippas med den del av den vita manliga befolkningen som anses vara konservativ i USA. En arg vit man anses till exempel motsätta sig en liberal inställning till etniska och sexuella minoriteter, såväl som vissa sociala fenomen som positiv särbehandling, feminism och politisk korrekthet.
En stereotypt arga vita man tenderar att vara äldre än genomsnittsbefolkningen och förhålla sig fientligt till unga människor och minoriteter.